# Деревляний Василь Тимофійович
Васи́ль Тимофі́йович Деревля́ний (нар. 23 серпня 1962, село Білоскірка, Тернопільський район, Тернопільська область) — український політик. Народний депутат України 5–7 скликань. Член партії ВО «Батьківщина» (від грудня 2001), голова Тернопільської обласної організації (від січня 2003), перший заступник голови Тернопільської обласної ради (від грудня 2015), учасник російсько-української війни.

## Життєпис
Народився в селянській сім'ї.
Закінчив Баворівську середню школу (1979) і Київський геологорозвідувальний технікум (спеціальність — технік-геофізик). У 2005 році закінчив Юридичний інститут Тернопільського державного економічного університету (нині - Західноукраїнський національний університет) за спеціальністю правознавство.
У 1982–1984 роках — служба в армії. У 1985–1992 роках працював робітником на Тернопільському радіозаводі «Оріон».
Від вересня 1997 до травня 1998 року — заступник директора Тернопільського хлібзаводу № 1. Від січня 2002 року працював у ТзОВ «АНТ».
Від січня 2003 року — голова Тернопільської обласної організації партії ВО «Батьківщина».
Від серпня 1989 року Василь Деревляний активно включився в національно-визвольну боротьбу, вступивши в Українську Гельсинську спілку, на основі якої в 1990 році утворена Українська республіканська партія. Першим у Тернополі в січні 1990 року підняв червоно-чорний прапор боротьби українських націоналістів. Організував та очолював багато акцій у боротьбі за українську незалежність: маніфестації в Києві, поїздки під Верховну Раду, агітаційні поїздки в Дніпропетровськ та Донецьк напередодні референдуму, політичні акції на Тернопільщині.
У 1992 році був одним з ініціаторів створення Української консервативної республіканської партії, у 1992–2002 роках — заступник голови Тернопільської обласної організації УКРП.
За участь в акціях протесту проти існуючої тоді влади проти Василя Деревляного двічі відкривалися кримінальні справи: перша в 1989 році (за участь у маніфестації 23 серпня), друга — в 1997 році за участь в акції протесту 26 червня проти переслідувань владою націоналістів (за цією справою засуджений Львівським обласним судом на півтора року умовно, судимість знята).
У 1998–2002 роках — депутат Тернопільської районної ради. У 1999 році Василя Деревляного обрано керівником депутатської групи «Національний фронт».
Від грудня 2000 року до липня 2001 року — координатор обласного Громадянського комітету Тернопільщини «За Україну без Кучми», відповідальний за проведення акції «Повстань, Україно!» (вересень 2002 — квітень 2003) в Тернопільській області, був учасником акцій у Києві.
Від листопада 2001 року — керівник Тернопільського обласного штабу «Блоку Юлії Тимошенко». На виборах 31 березня 2002 року Тернопільська область надала найбільше підтримки «Блоку Юлії Тимошенко».
Від 9 грудня 2001 року, після об'єднання УКРП з партією ВО «Батьківщина», член партії ВО «Батьківщина». У 2003, 2005, 2007, 2010 роках обирався головою Тернопільської обласної організації партії ВО «Батьківщина».
У 2002–2006 роках — депутат Тернопільської обласної ради, керівник фракції «Батьківщина», член президії обласної ради.
У 2006 обраний народним депутатом України 5-го скликання за виборчим списком Блоку Юлії Тимошенко (№ 38 у списку). Голова підкомітету з питань охорони історико-культурної спадщини Комітету Верховної Ради України з питань культури і духовності.
Народний депутат України 6-го скликання (11.2007 — 12.2012) від Блоку Ю. Тимошенко, № 37 у списку. Член Комітету з питань культури і духовності (з 12.2007 р.), голова підкомітету з питань історико-культурної спадщини (з 02.2008 р.).
Народний депутат України 7-го скликання (12.2012 — 11.2014) від ВО «Батьківщина», № 36 у списку. Член Комітету з питань транспорту і зв'язку (з 12.2012 р.).